# Selecció d'hoquei sobre patins femenina de Sud-àfrica
La selecció d'hoquei sobre patins femenina de Sud-àfrica representa la Federació Sud-africana d'Hoquei patins en competicions internacionals d'hoquei sobre patins. La Federació sud-africana es va fundar a principis dels anys 1970.

## Equip actual
Selecció a la Copa Amèrica 2010
| - Priscila Aguiar (p) - Jacqueline Jardim - Diounilda Aires - Raquel Nobre - Natalie teVaarkwerk |  | - Jessica Dos Santos - Alexia de Sa - Monique Jardim - Andreia de Oliveira - Zani Fourie |  |  |

- Seleccionador: Joaquim Moreira